# Burimi
Burimi o Istok (albanès: Burimi, serbi: Исток, transcrit: Istok) és una ciutat situada a la part nord-oest de Kosovo. El nom de la ciutat significa "est" o "brot" (primavera) en serbi. Malgrat la manca de dades oficials, la població del municipi ronda al voltant dels 65.000 habitants. És la capital del districte homònim, que reuneix la ciutat i els pobles dels afores.

### Pro ONU
- OSCE:Perfil de Istog / Istok